# Via Ostoženka
La via Ostoženka (in russo Остоженка?) è una strada del centro storico di Mosca. È considerata una delle più costose al mondo per il prezzo degli immobili.
Fa parte dell'omonimo quartiere Ostoženka, che fino alla metà degli anni 1980 era una zona degradata della città storica. Gli operatori immobiliari la chiamano "il miglio d'oro" dopo le varie operazioni di riqualificazione e di ricostruzione alla fine del XX secolo e dell'inizio del XXI secolo.